# Valeriana wolgensis
Valeriana wolgensis là một loài thực vật có hoa trong họ Kim ngân. Loài này được Kazak. miêu tả khoa học đầu tiên..